# Muiden
Muiden (anhörenⓘ) ist ein Ortsteil der Gemeinde Gooise Meren in der niederländischen Provinz Nordholland. Zu ihr gehört auch die Ortschaft Muiderberg und das Muiderslot (deutsch Muiderschloss), ein gut erhaltenes und sehenswertes Schloss der Niederlande.

## Lage und Wirtschaft
Muiden liegt an der Mündung der Utrechtse Vecht in das IJmeer (ein Randsee des IJsselmeeres), etwa 15 km östlich von Amsterdam, in der Nähe der Autobahn A1 Amsterdam–Amersfoort. Es grenzt an die Provinz Utrecht.
Der Ort lebt größtenteils vom Wassersporttourismus (Jachthäfen und -werften). Es gibt weiter noch etwas Landwirtschaft.

## Geschichte
Der Ort ist möglicherweise schon vor dem Jahr 1000 als Siedlung an der Flussmündung der Vecht entstanden. Daher auch der Name, der Mündung bedeutet. Es war um 1200 in Besitz von Gysbreght van Aemstel, der es als Lehen vom Utrechter Bischof erhalten hatte. Muiden wurde zwischen Holland, Geldern und Utrecht zum Zankapfel. Floris V. von Holland ließ 1280 etwas nördlich der Stadt das Muiderslot (Muiderschloss) bauen. Das Schloss musste um 1350 erneut aufgebaut werden.
Um 1500 war Muiden ein ärmliches Fischerdorf mit etwa 600 Einwohnern. Das Muiderslot war 1609 bis 1647 in Besitz des Dichters und Historikers Pieter Corneliszoon Hooft, der als Drossaard (Truchsess) von Muiden amtierte, geriet nach dessen Tod aber in Verfall.
Im 17. Jahrhundert ging es dem Städtchen etwas besser durch die Ansiedlung von Salzsiedereien und kleinen Schiffswerften. Die Blüte endete jäh, als 1894 der Amsterdam-Rhein-Kanal eröffnet wurde und die Vechtmündung für die Schifffahrt nicht mehr von Bedeutung war. Das Schloss wurde 1878 restauriert und als Museum eingerichtet. Nach dem Zweiten Weltkrieg gewann der Wassersporttourismus an Bedeutung.
Zum 1. Januar 2016 schloss sich die damals selbständige Gemeinde Muiden mit Bussum und Naarden zur neuen Gemeinde Gooise Meren zusammen.

## Politik

### Sitzverteilung im Gemeinderat
Bis zur Gemeindeauflösung im Jahr 2016 ergab sich folgende Sitzverteilung:
| Partei                | Sitze | Sitze | Sitze | Sitze |
| Partei                | 2002  | 2006  | 2010  | 2014  |
| --------------------- | ----- | ----- | ----- | ----- |
| VVD                   | 3     | 3     | 4     | 3     |
| PvdA                  | 2     | 4     | 3     | 3     |
| D66                   | 2     | 1     | 3     | 3     |
| Ons Muiden Muiderberg | —     | —     | —     | 2     |
| CDA                   | 4     | 2     | 3     | 2     |
| Voor Ieders Belang    | 2     | 3     | —     | —     |
| Gesamt                | 13    | 13    | 13    | 13    |

## Sehenswürdigkeiten

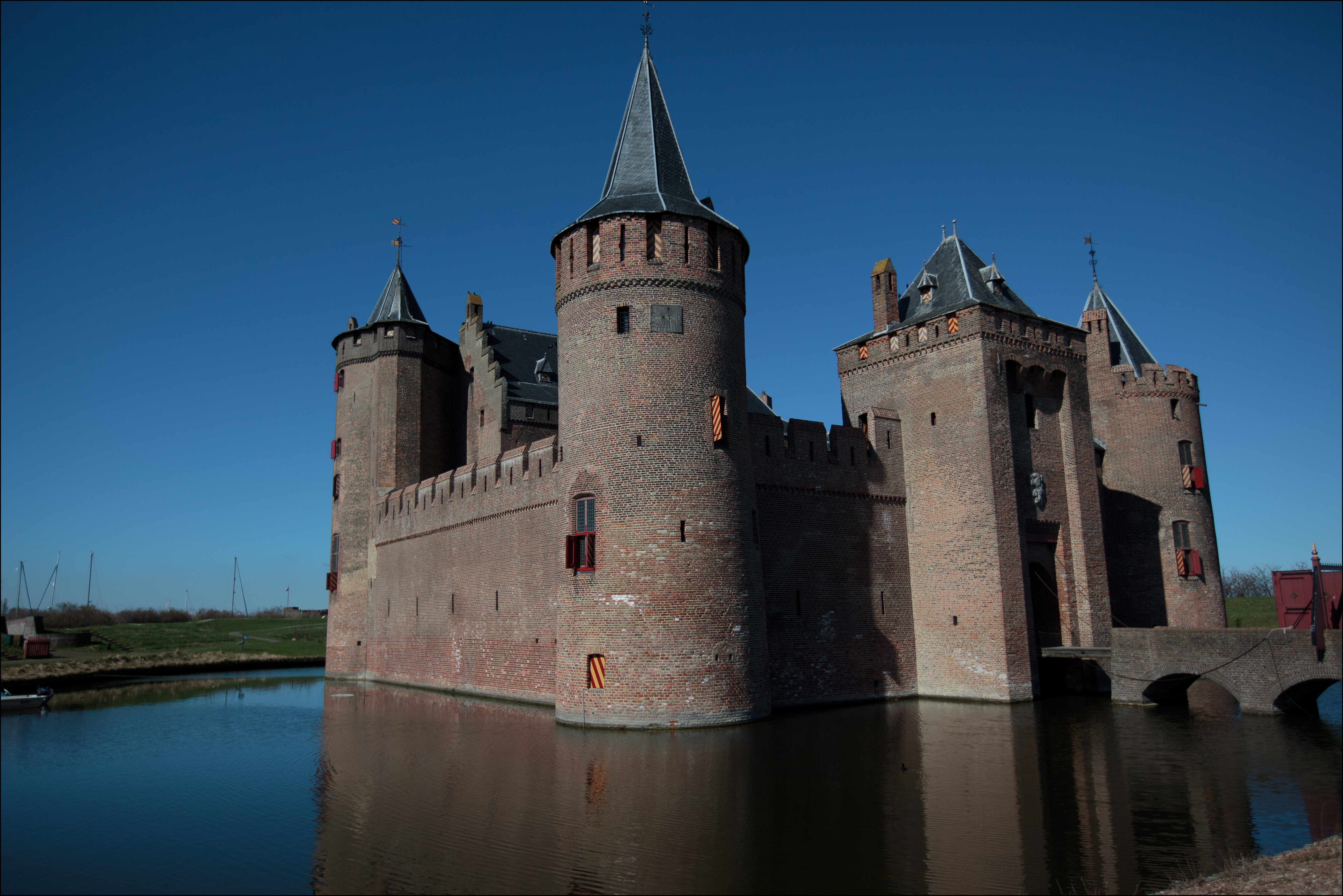
Muiderslot (deutsch Muiderschloss)

Herausragend ist das Muiderslot (deutsch Muiderschloss), eines der bedeutendsten Baudenkmäler der Niederlande. Die dicken Mauern des weitgehend noch mittelalterlichen Wasserschlosses, das auch Kulisse in vielen Filmen war, ragen senkrecht aus den Schlossgräben empor. Innen ist es mit Möbeln und anderen Gegenständen aus der Epoche von P. C. Hooft, also dem 17. Jahrhundert, ausgestattet. Das Gebäude kann etwa von Ostern bis Ende Oktober täglich (am Wochenende nur nachmittags) besichtigt werden. Beim 2006 nochmals restaurierten Schloss ist ein historischer Obstbaumgarten.
Wie oben schon erwähnt, ist Muiden ein Wassersportzentrum, mit mehreren Restaurants und Cafés. Wer von Muiderberg aus das IJmeer befahren möchte, muss Rechnung damit tragen, dass das Wasser dort untief ist.
In der Innenstadt von Muiden gibt es, wie in Amsterdam, eine Herengracht, mit jedoch viel kleineren Häusern als in der Hauptstadt. Auch die Kirche aus dem frühen 15. Jahrhundert ist sehenswert. Zudem gibt es noch weitere alte Verstärkungen, unter anderem das bemerkenswerte „Muizenfort“ (Mäusefort).
Drei Kilometer aus der Küste liegt im IJmeer die befestigte Insel Pampus, deren Festungsanlagen aus den Jahren um 1895 bis 1940 von Freiwilligen restauriert worden sind und im Sommer besucht werden können. Früher war Pampus eine berüchtigte Sandbank. Ein niederländischer Ausdruck, „vor Pampus liegen“, also nicht mehr weiterfahren können, bedeutet immer noch: vor Erschöpfung fast bewusstlos sein.

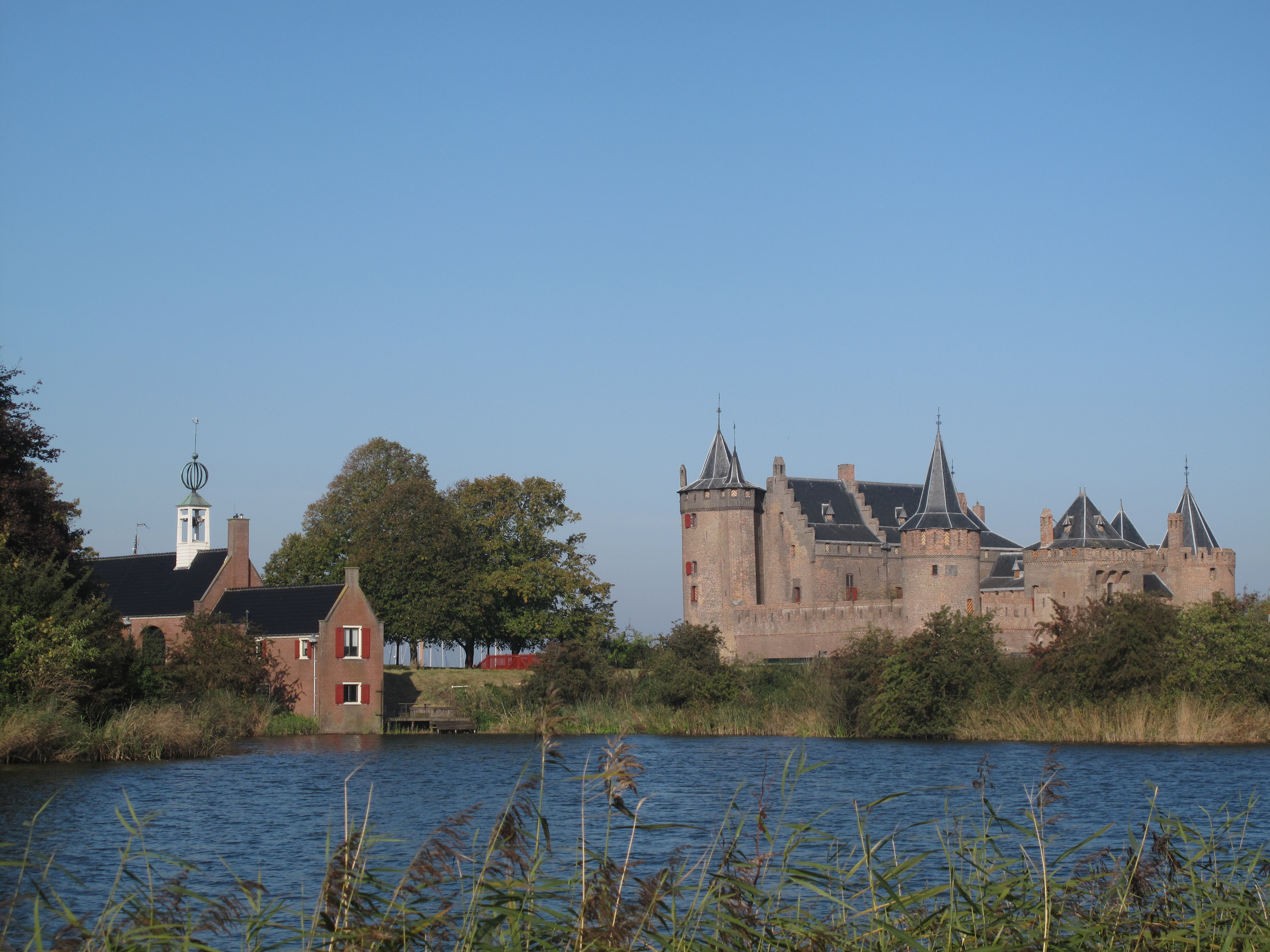
Das Muiderschloss
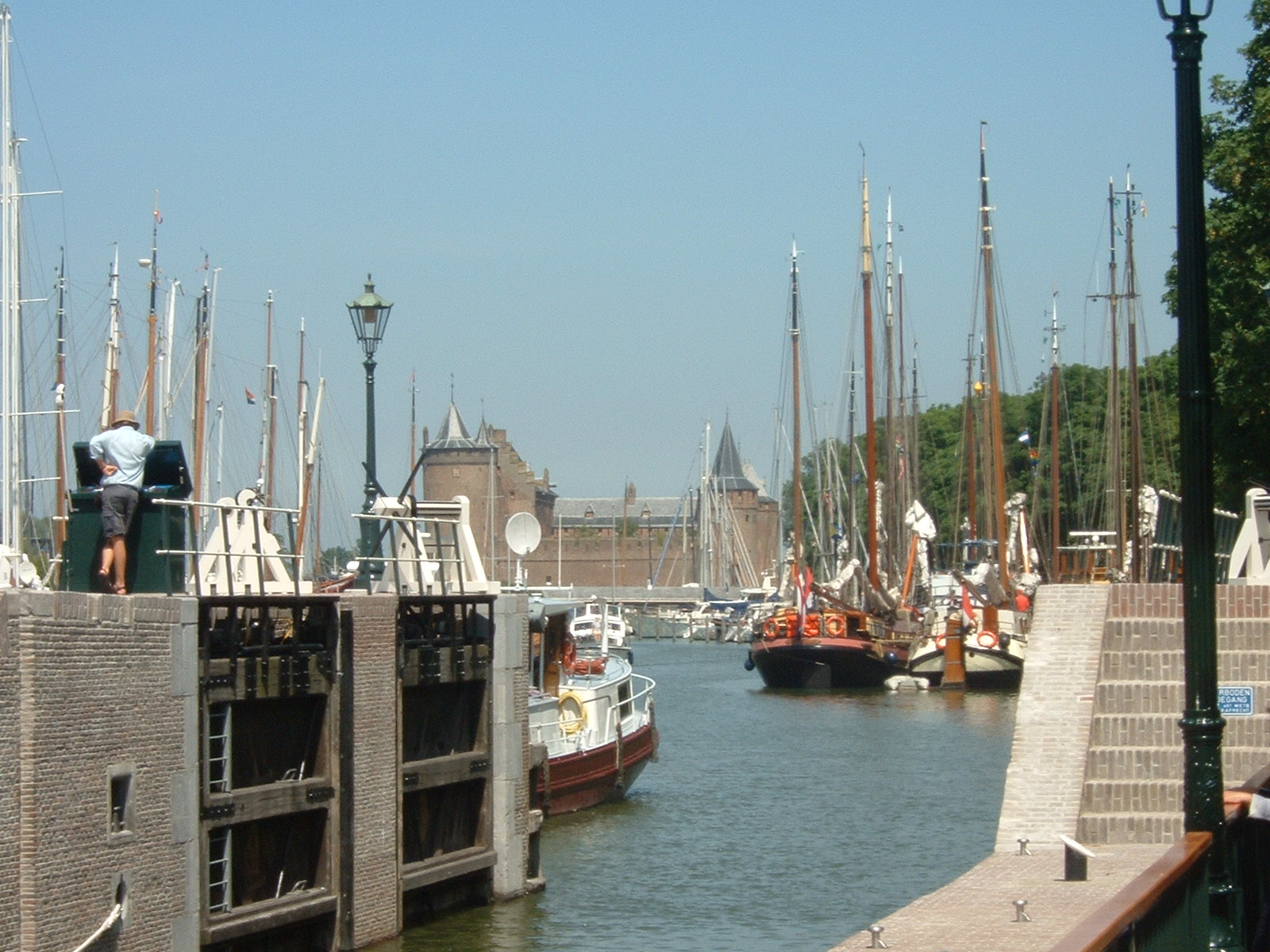
Vechtschleuse Muiden
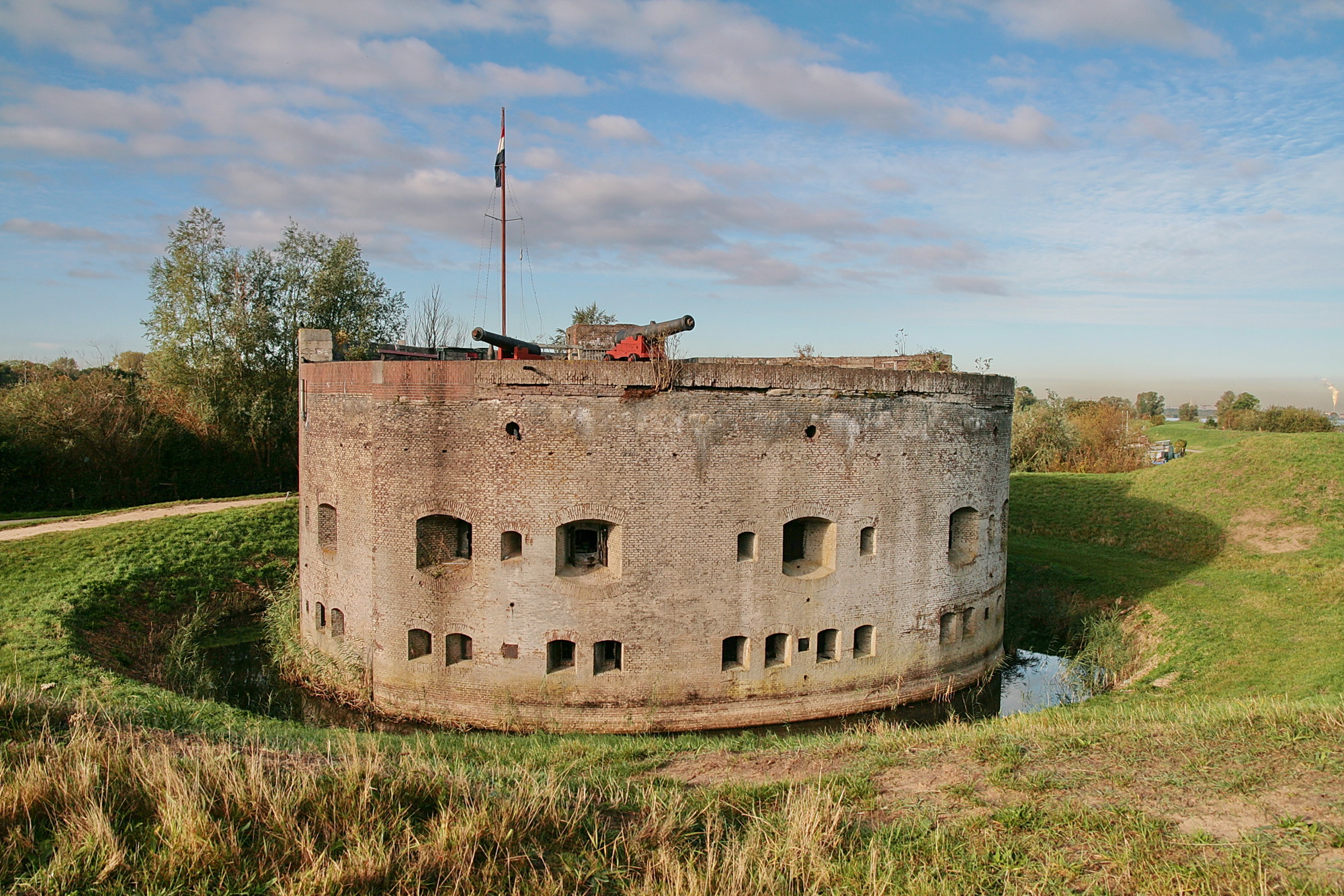
Befestigungsanlage vor dem Hafen
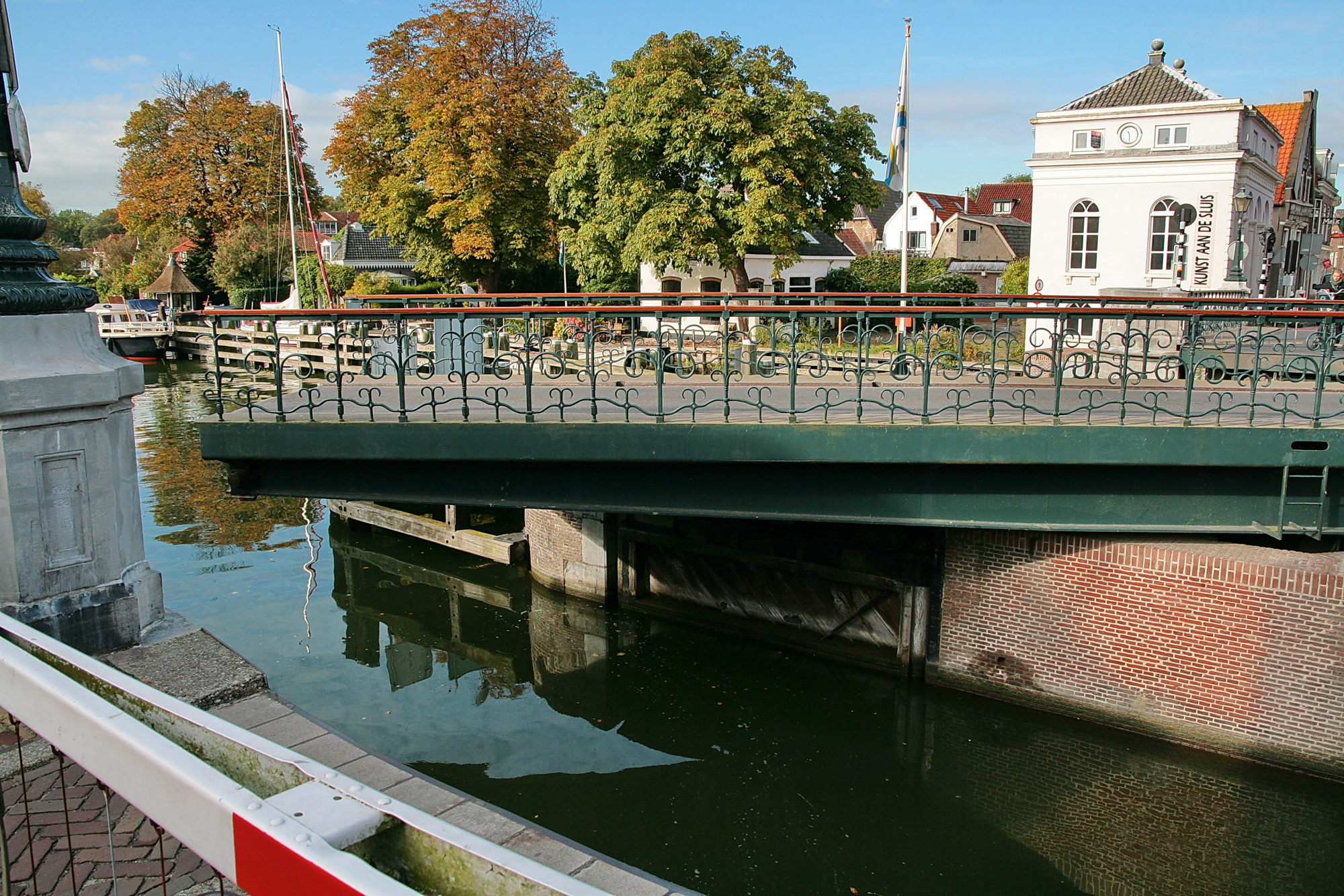
Schwenkbrücke an der Schleuse
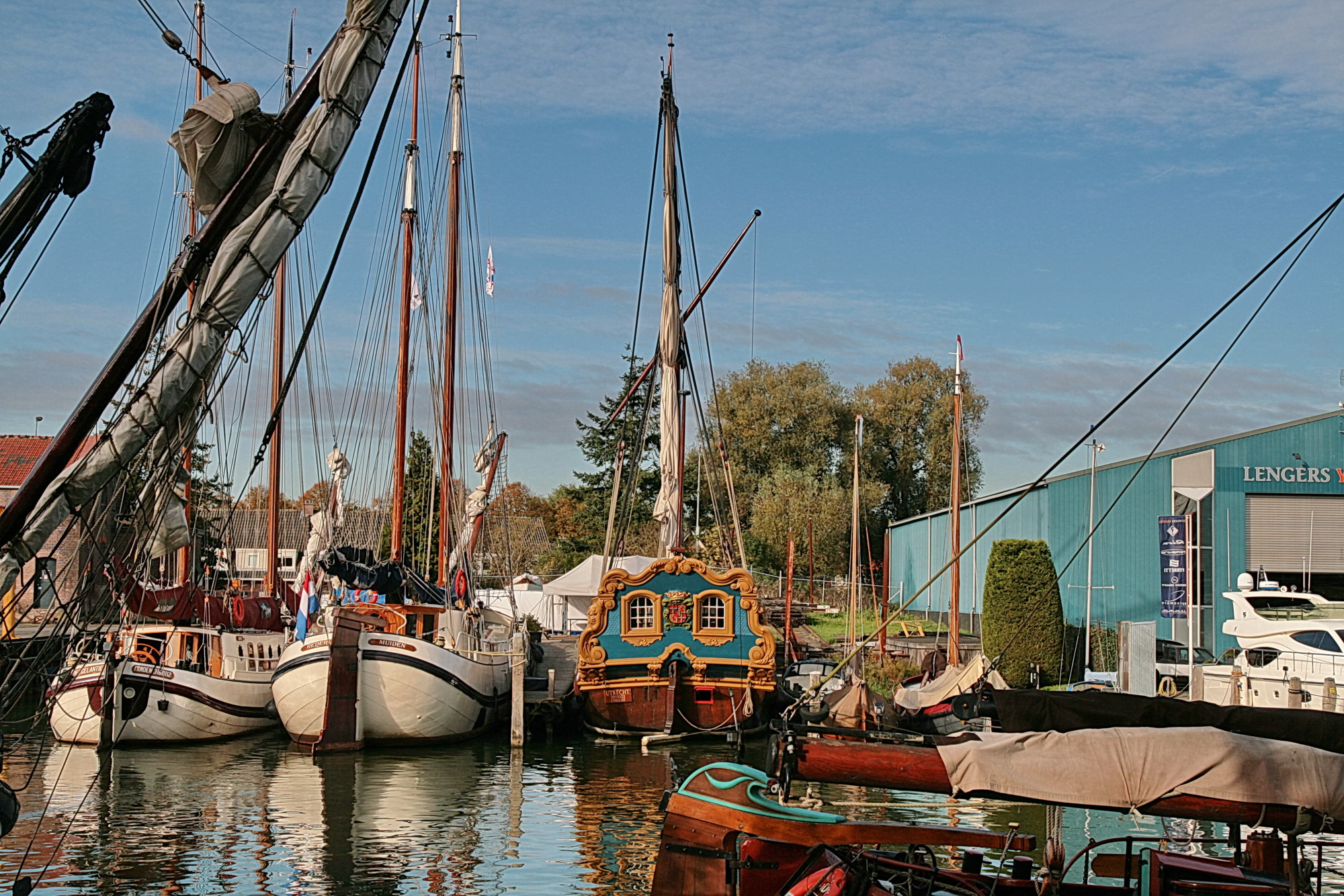
Hafenblick

## Persönlichkeiten
- Henk Uterwijk (1938–2014), niederländischer Schauspieler, Regisseur und Synchronsprecher